# Kurt Blum
Kurt Blum (ur. 13 lutego 1895 w Mönchengladbach, zm. 11 września 1932 w Monachium) – niemiecki lekarz neurolog i psychiatra. 

## Życiorys
Urodził się w 1895 roku w Monachium, jako syn lekarza, dyrektora szpitala. Przed I wojną światową podjął studia medyczne na Uniwersytecie w Bonn. Podczas wojny służył w piechocie. Po wojnie zdał egzaminy państwowe i zaczął specjalizować się w anatomii patologicznej; został asystentem w Instytucie Patologicznym w Kolonii. Później pracował w Instytucie Higieny w Monachium u Maxa von Grubera. W 1922 roku zainteresował się psychiatrią, i podjął pracę jako asystent Gustava Aschaffenburga w Kolonii. W 1923 roku otrzymał stypendium Rockefellera i szkolił się w serologii u Felixa Plauta w Monachium, a potem w neurologii u Maxa Nonnego w Hamburgu. W 1928 roku habilitował się pod kierunkiem Aschaffenburga. W 1929 roku przebywał w paryskiej klinice Salpêtrière. Od 1930 roku w Kolonii jako Oberarzt i asystent w klinice neurologiczno-psychiatrycznej. 
Był sekretarzem Towarzystwa Bawarskich Psychiatrów (Verein bayerischer Psychiater) i pierwszym przewodniczącym Towarzystwa Neurologiczno-psychiatrycznego w Monachium. Przez trzy lata konsultował w katolickich ośrodkach wychowawczych dla młodocianych psychopatów w Perlach i Kochel.
Blum był chorowity, szczególnie często chorował na zapalenie zatok czołowych. Zmarł w 1932 roku z powodu niewydolności serca. Wspomnienie o nim napisał Hugo Spatz.

## Dorobek naukowy
Blum zajmował się różnymi zagadnieniami neurologicznymi i psychiatrycznymi. Był autorem ponad 20 prac naukowych. Napisał rozdział poświęcony histerii w podręczniku psychiatrii Aschaffenburga; opublikował wczesną pracę dotyczącą punkcji podpotylicznej. Zajmował się barierą krew-mózg i powikłaniami śpiączkowego zapalenia mózgu. Był jednym z neurologów poszukujących endokrynnych uwarunkowań homoseksualizmu. Spatz przypisywał Blumowi pierwszeństwo w szczegółowym opisaniu (1931) ważnego klinicznie (lokalizującego) objawu jednostronnego poszerzenia i sztywności źrenic w krwiakach wewnątrzczaszkowych. Ostatnie prace Bluma dotyczyły psychiatrii wieku rozwojowego oraz zależności schorzeń psychicznych i neurologicznych od czynników atmosferycznych.

## Lista prac
- Über den feineren Bau von Hirnnarben nach einer alten Schußverletzung. „Zeitschrift für die gesamte Neurologie und Psychiatrie”. 68 (1), s. 369–375, 1921. DOI: 10.1007/BF02892237.
- Über experimentell erzeugte Teercarcinome bei weißen Mäusen. Münchener Medizinische Wochenschrift 49, 1710, 1922
- Beiträge zur Kenntnis der Leukine. Archiv für Hygiene und Bakteriologie 91, 373, 1922
- Homosexualität und Pubertätsdrüse. Zentralblatt für die gesamte Neurologie und Psychiatrie  81, 161-168, 1923
- Über Leukocytengewinnung aus dem Liquor Cerebrospinalis bei Lebenden Versuchstieren. „Klinische Wochenschrift”. 2 (49), s. 2243–2244, 1923. DOI: 10.1007/BF01712043.
- Vergleichende Untersuchungen über den klinischen Wert der Goldsolreaktion und der Normomastixreaktion [Kafka]. „Zeitschrift für die gesamte Neurologie und Psychiatrie”. 88 (1), s. 574–588, 1924. DOI: 10.1007/BF02906644.
- Über die Wassermannsche Reaktion im Serum normaler und syphilitischer Kaninchen. Zeitschrift für Immunitätsforschung und experimentelle Therapie 40, 195, 1924
- Versuche fiber die Agglutination der Spiroehaeta pallida. Münchener Medizinische Wochenschrift 25, 825, 1924
- Versuche über die Agglutination der Spirochaeta pallida. Zeitschrift für Immunitätsforschung und experimentelle Therapie 40, 491, 1924
- Blum, Siemens: Versuche fiber Agglutination der Spiroehaeta pallida in Hautextrakten von Paralytikern und von Normalen. Zeitschrift für Immunitätsforschung und experimentelle Therapie 42, 81, 1924
- Über luische Erkrankungen des untersten Rückenmarksabschnittes. Münchener Medizinische Wochenschrift 26, 1066, 1925
- Über den Stoffaustausch zwischen dem Blute und dem Zentralnervensystem. Münchener Medizinische Wochenschrift 34, 1418, 1925
- Über die Cisternenpunktion. Fortschritte der Medizin 44 (4), 147-151, 1926
- Über den Zuckergehalt des Liquor cerebrospinalis bei den Erkrankungen des Zentralnervensystems. „Deutsche Zeitschrift für Nervenheilkunde”. 92 (1-3), s. 132–144, 1926. DOI: 10.1007/BF01674224.
- Hysterie (Die abnormen seelisehen Reaktionen im Körperlichen). Leipzig-Wien: Franz Deuticke, 1927
- Über die Zisternenpunktion. Nervenarzt 1 (7), 393-401, 1928
- Über die Behandlung der Folgezustände der epidemisehen Encephalitis. Nervenarzt 8, 457, 1929
- Die angeborenen und früh erworbenen Schwachsinnszustände. Fortschritte der Neurologie, Psychiatrie und ihrer Grenzgebiete 1, 463-473, 1929
- Aus der psychiatrischen Literatur. Münchener Medizinische Wochenschrift 36, 1559 (1930)
- Die psychopathischen Persönlichkeiten. Fortschritte der Neurologie, Psychiatrie und ihrer Grenzgebiete 2 (10), 430, 1930
- Zur Behandlung der Folgezustände der epidemischen Enzephalitis (Vortragsbericht mit Diskussion). Allgemeine Zeitschrift für  Psychiatrie 94, 208, 1931
- Über die praktischeBedeutung von Pupillenstörungen bei den intrakraniellen Blutungen. „Deutsche Zeitschrift für Nervenheilkunde”. 121 (5-6), s. 291–308, 1931. DOI: 10.1007/BF01653311.
- Bericht über den internationälen neurologischen Kongreß in Bern. Münchener Medizinische Wochenschrift 43, 1844 (1931)
- Über die Abhängigkeit psychischer und nervöser Störungen von atmosphärischen Einflüssen. „Archiv für Psychiatrie und Nervenkrankheiten”. 96 (1), s. 171–196, 1932. DOI: 10.1007/BF02064330.
- Die Psychosen im Kindesalter. Ergebnisse der inneren Medizin und Kinderheilkunde 43, 1932